# Quảng An, Đầm Hà
Quảng An là một xã thuộc huyện Đầm Hà, tỉnh Quảng Ninh, Việt Nam.
Xã Quảng An có diện tích 59,19 km², dân số năm 1999 là 3489 người, mật độ dân số đạt 59 người/km².